# Arkadij Głuchow
Arkadij Michajłowicz Głuchow (ros. Арка́дий Миха́йлович Глу́хов, ur. 24 lutego 1924 w miejscowości Bołszewo w obwodzie moskiewskim zm. 19 marca 2016) – radziecki dyplomata.

## Życiorys
Podczas wojny z Niemcami służył w Armii Czerwonej. Walczył na Froncie Briańskim i Frontach Ukraińskich, m.in. jako dowódca plutonu ogniowego dział 76-milimetrowych, brał udział w zajmowaniu Nowogrodu Wołyńskiego, Przemyśla, Sandomierza, walkach o ziemię sandomierską, forsowaniu Wisły i Odry, bitwie o Berlin i zajmowaniu Pragi przez Armię Czerwoną. Po zakończeniu wojny służył w Grupie Wojsk Radzieckich w Czechosłowacji i Austrii. W 1956 roku ukończył Moskiewski Państwowy Instytut Stosunków Międzynarodowych Ministerstwa Spraw Zagranicznych ZSRR, w którym potem został wykładowcą. Wykładał również w Wyższej Szkole Dyplomatycznej i na Uniwersytecie Przyjaźni Narodów im. Lumumby. W latach 1968–1973 był radcą Ambasady ZSRR w Tanzanii, 1974-1975 radcą-posłem Ambasady ZSRR w Somalii, 1975 kierownikiem radzieckiej misji dyplomatycznej przy tymczasowych władzach Mozambiku, a 1976-1982 posłem-radcą Ambasady ZSRR w Ludowej Republice Mozambiku. Od 10 października 1983 do 25 maja 1987 był ambasadorem nadzwyczajnym i pełnomocnym ZSRR w Boliwii, a od 18 marca 1987 do 1991 ambasadorem nadzwyczajnym i pełnomocnym ZSRR w Zimbabwe, następnie zakończył służbę dyplomatyczną. Był kandydatem nauk historycznych i docentem.

## Odznaczenia
- Order Wojny Ojczyźnianej I klasy
- Order Wojny Ojczyźnianej II klasy
- Order Czerwonej Gwiazdy (dwukrotnie)
- Order „Znak Honoru”
- Order Przyjaźni Narodów
- Medal „Za zdobycie Berlina”
- Medal „Za wyzwolenie Pragi”
- Krzyż Wielki Narodowego Orderu Kondora Andów (Boliwia)

I wiele medali.